# Piz Terza
Piz Terza är en bergstopp i Schweiz.   Den ligger i regionen Engiadina Bassa/Val Müstair och kantonen Graubünden, i den östra delen av landet, 230 km öster om huvudstaden Bern. Toppen på Piz Terza är 2 909 meter över havet, eller 286 meter över den omgivande terrängen. Bredden vid basen är 2,5 km.
Terrängen runt Piz Terza är huvudsakligen bergig. Runt Piz Terza är det mycket glesbefolkat, med 7 invånare per kvadratkilometer.. Närmaste större samhälle är Scuol, 19,0 km norr om Piz Terza. 
Trakten runt Piz Terza består i huvudsak av gräsmarker.